# Comuna de Dobrzyniewo Duże
Dobrzyniewo Duże (polaco: Gmina Dobrzyniewo Duże) é uma gminy (comuna) na Polónia, na voivodia de Podláquia e no condado de Białystok.
De acordo com os censos de 2004, a comuna tem 7836 habitantes, com uma densidade 48,8 hab/km².

## Área
Estende-se por uma área de 160,67 km², incluindo:
- área agricola: 57%
- área florestal: 36%

## Demografia
Dados de 30 de Junho 2004:
|                      | Total   | Total | Mulheres | Mulheres | Homens  | Homens |
| -------------------- | ------- | ----- | -------- | -------- | ------- | ------ |
|                      | pessoas | %     | pessoas  | %        | pessoas | %      |
| População            | 7836    | 100   | 3909     | 49,9     | 3927    | 50,1   |
| Densidade (pop./km²) | 48,8    | 100   | 24,3     | 24,3     | 24,4    | 24,4   |

De acordo com dados de 2002, o rendimento médio per capita ascendia a 1133,3 zł.

## Comunas vizinhas
- Białystok, Choroszcz, Czarna Białostocka, Knyszyn, Krypno, Tykocin, Wasilków